# كلية الاقتصاد المنزلي (جامعة الملك عبد العزيز)
كلية الاقتصاد المنزلي كلية مخصصة للطالبات تم إنشاؤها عام 1401هـ، وتسعى الكلية إلى الريادة في العلوم التربوية والصحية والتطبيقية لنهضة ورقي المجتمع وتأكيد هويته الإسلامية باستخدام التقنيات الحديثة. كما تسعى الأقسام العلمية من خلال ريادتها وتعدد تخصصاتها العلمية، الصحية، التربوية، التطبيقية، البحثية والتقنية لتحقيق الجودة الشاملة وتأصيل الهوية الإسلامية للأسرة والمجتمع السعودي والارتقاء به نحو التطور والتكنولوجيا من خلال إعداد متميز للفتاه السعودية.

## أهداف الكلية
- تنمية القدرات الإبداعية لدى الطالبة وأيضا تنمية ملكات التفكير والبحث والتحليل في مجال التخصص
- دراسة مشكلات المجتمع وربطها بمجال التخصص وذلك بإعداد الطالبة إعدادا ثقافيا متكاملا في ضوء التعاليم الإسلامية
ـ تدعيم البحوث الفردية والجماعية في مجالات التخصص وتشجيع البحث العلمي وخاصة على مستوى الماجستير والدكتوراه
ـ الاهتمام بالدورات التدريبية وورش العمل المرتبطة بالتخصص وتقديم خدمات للأسرة والبيئة والمجتمع

## أقسام الكلية
تحتوي الكلية على سبعة أقسام هي:
قسم الغذاء والتغذية: يهدف القسم إلى تخريج جيل من الفتيات قادر على عمل التوعية الغذائية في المجتمع وتوعية الأفراد بما يسهم بتحسين الحالة الصحية لهم وأيضا تقديم المشورة الغذائية للمريضين والأصحاء على حد سواء، ويركز القسم لتحقيق ذلك على البحث العلمي وإجادة اللغة الإنجليزية 
قسم الملابس والنسيج: يخرج القسم سنويا طالبات على قدر عالي من التدريب والمعرفة بالتكوين الطبيعي والكيميائي للألياف النسيجية 
قسم الاقتصاد المنزلي والتربوي: تتوجه أغلب خريجات هذا القسم إلى المجال التعليمي في الدارس بجميع مراحلها وإلى العمل في مراكز الرعاية الأسرية ومراكز الأبحاث التربوية 
قسم دراسات الطفولة: ويقوم القسم بالإشراف على مركز «حضانة وروضة الجامعة» الذي يقوم برعاية أطفال طالبات ومنسوبات الجامعة ويتم تدريب طالبات قسم دراسات الطفولة فيه على التعامل مع الأطفال لتهيئتهن للعمل في رياض الأطفال أو المؤسسات المهتمة برعاية الأطفال 
قسم الفنون الإسلامية: ويسعى القسم إلى إحياء التراث الفني الإسلامي القديم مع مواكبة تطورات العصر من حيث النظريات الفنية حول العالم 
قسم الإسكان: و هذا القسم يحتوي على مسارين:
1- التصميم الداخلي
2- إدارة السكن و المؤسسات